# Parahyparrhenia
Parahyparrhenia  es un género de plantas herbáceas,  perteneciente a la familia de las poáceas. Esoriginario del África tropical y Tailandia.

## Especies
- Parahyparrhenia annua
- Parahyparrhenia bellariensis
- Parahyparrhenia jaegariana
- Parahyparrhenia perennis
- Parahyparrhenia siamensis
- Parahyparrhenia tridentata